# (1556) Wingolfia
(1556) Wingolfia – planetoida należąca do zewnętrznej części pasa głównego asteroid okrążająca Słońce w ciągu 6 lat i 120 dni w średniej odległości 3,42 au. Została odkryta 14 stycznia 1942 roku w Landessternwarte Heidelberg-Königstuhl w Heidelbergu przez Karla Reinmutha. Nazwa planetoidy pochodzi od studenckiego bractwa Wingolf działającego na Uniwersytecie w Heidelbergu. Przed nadaniem nazwy planetoida nosiła oznaczenie tymczasowe (1556) 1942 AA.